# Love Lies
Love Lies è un singolo dei cantanti statunitensi Khalid e Normani, pubblicato il 14 febbraio 2018 come primo estratto dalla colonna sonora del film Tuo, Simon.

## Pubblicazione
Normani ha condiviso un post che accennava a una collaborazione con Khalid tramite il suo account Instagram nel luglio 2017. Più tardi, la stessa Normani, durante un'intervista concessa a Billboard, ha confermato di essere al lavoro insieme a Khalid ad alcune idee per una collaborazione, definendolo inoltre «un importante artista e un grande amico».
Il brano, pubblicato per il download digitale il 14 febbraio 2018, segna il debutto da solista di Normani, in passato componente del gruppo musicale Fifth Harmony.

## Accoglienza
Il brano è stato accolto positivamente dalla critica specializzata. Nina Braca di Billboard ha commentato che «il testo romanticamente curioso esalta la soave voce di Normani alla perfezione su un semplice riff di chitarra e un ritmo pop lento».

## Video musicale
Il videoclip è stato pubblicato il 16 febbraio 2018.

## Successo commerciale
Nella Billboard Hot 100 Love Lies ha debuttato alla 43 posizione grazie a 22 000 copie digitali vendute e 11,7 milioni di riproduzioni streaming accumulati nella sua prima settimana. È diventata la prima canzone della cantante ad entrare in classifica; le Fifth Harmony sono così diventate il gruppo femminile con il maggior numero di componenti ad aver esordito in classifica da soliste, insieme alle Destiny's Child, The Go-Go's e le Labelle con tre membri ciascuno. Il brano è divenuto anche il singolo di esordio di una componente di un girlgroup ad aver debuttato alla posizione più alta nella classifica, infrangendo così il record precedentemente stabilito da Reach Out and Touch (Somebody's Hand) di Diana Ross, che aveva debuttato alla 49 posizione. Ha in seguito raggiunto il nono posto, diventando la seconda top ten per Khalid e la più lunga scalata per la regione per quanto riguarda i duetti, facendo il suo ingresso tra le prime dieci posizioni nella sua ventottesima settimana e superando così With You I'm Born Again di Billy Preston e Syreeta Wright che ne impiegò 19 tra il 1979 e il 1980.

## Esibizioni dal vivo
I due cantanti si sono esibiti con la canzone il 10 aprile 2018 al The Tonight Show Starring Jimmy Fallon e il 20 maggio ai Billboard Music Awards 2018.

## Tracce
Download digitale
1. Love Lies – 3:21 (Khalid Robinson, Normani Kordei Hamilton, Jamil Chammas, Ryan Vojtesak, Tayla Parks)

## Classifiche

### Classifiche settimanali
| Classifica (2018-2019) | Posizione massima |
| ---------------------- | ----------------- |
| Australia              | 3                 |
| Austria                | 38                |
| Canada                 | 21                |
| Danimarca              | 9                 |
| Francia                | 127               |
| Germania               | 36                |
| Irlanda                | 8                 |
| Norvegia               | 17                |
| Nuova Zelanda          | 2                 |
| Paesi Bassi            | 17                |
| Portogallo             | 9                 |
| Regno Unito            | 12                |
| Repubblica Ceca        | 16                |
| Slovacchia             | 14                |
| Spagna                 | 12                |
| Stati Uniti            | 9                 |
| Svezia                 | 12                |
| Svizzera               | 46                |
| Ungheria               | 11                |

### Classifiche di fine anno
| Classifica (2018) | Posizione |
| ----------------- | --------- |
| Australia         | 13        |
| Canada            | 21        |
| Danimarca         | 27        |
| Irlanda           | 33        |
| Lettonia          | 67        |
| Nuova Zelanda     | 5         |
| Paesi Bassi       | 60        |
| Portogallo        | 26        |
| Regno Unito       | 52        |
| Stati Uniti       | 19        |
| Classifica (2019) | Posizione |
| Stati Uniti       | 88        |